# Кения на летних Олимпийских играх 2004
Кения принимала участие в Летних Олимпийских играх 2004 года в Афинах (Греция) в одиннадцатый раз за свою историю, и завоевала одну золотую, четыре серебряных и две бронзовых медали.

## 01!Золото
- Лёгкая атлетика, мужчины, 3000 метров — Эзекиль Кембой.

## 02!Серебро
- Лёгкая атлетика, мужчины, 1500 метров — Бернард Лагат.
- Лёгкая атлетика, мужчины, 3000 метров, бег с препятствиями — Бримин Кипруто.
- Лёгкая атлетика, женщины, 5000 метров — Изабелла Очичи.
- Лёгкая атлетика, женщины, марафон — Катрин Ндереба.

## 03!Бронза
- Лёгкая атлетика, мужчины, 3000 метров, бег с препятствиями — Пол Кипсили Коэч.
- Лёгкая атлетика, мужчины, 5000 метров — Элиуд Кипчоге.

## Результаты соревнований

### Академическая гребля
В следующий раунд из каждого заезда проходили несколько лучших экипажей (в зависимости от дисциплины). В финал A выходили 6 сильнейших экипажей, остальные разыгрывали места в утешительных финалах B-E.
Мужчины
| Соревнование | Спортсмены      | Предварительный заезд | Предварительный заезд | Предварительный заезд | Отборочный заезд | Отборочный заезд | Отборочный заезд | Полуфинал     | Полуфинал     | Полуфинал     | Финал   | Финал   | Итоговое место |
| Соревнование | Спортсмены      | Заезд                 | Время                 | Место                 | Заезд            | Время            | Место            | Заезд         | Время         | Место         | Время   | Место   | Итоговое место |
| ------------ | --------------- | --------------------- | --------------------- | --------------------- | ---------------- | ---------------- | ---------------- | ------------- | ------------- | ------------- | ------- | ------- | -------------- |
| одиночки     | Ибрагим Гитаига | 6                     | 8:13,33               | 4                     | 5                | 7:25,58          | 4                | Полуфинал D/E | Полуфинал D/E | Полуфинал D/E | Финал E | Финал E | 29             |
| одиночки     | Ибрагим Гитаига | 6                     | 8:13,33               | 4                     | 5                | 7:25,58          | 4                | 1             | 7:40,78       | 6             | 7:29,02 | 5       | 29             |